# Martino Longhi den yngre

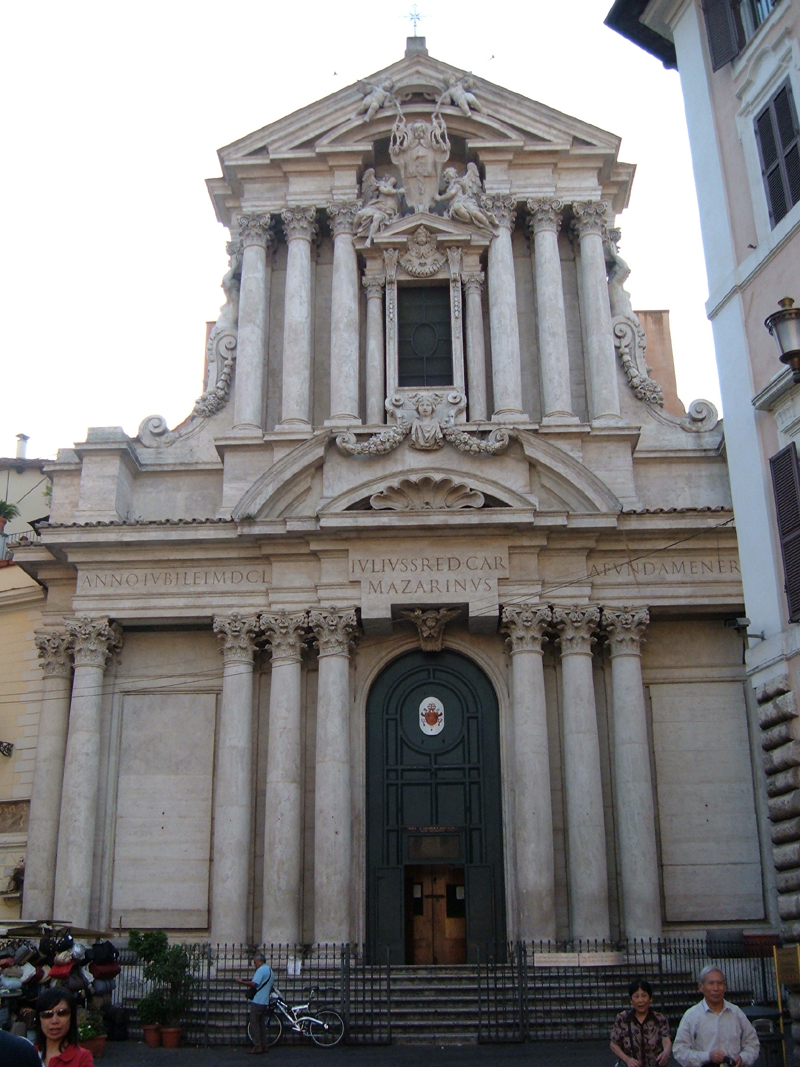
Santi Vincenzo e Anastasio vid Fontana di Trevi.

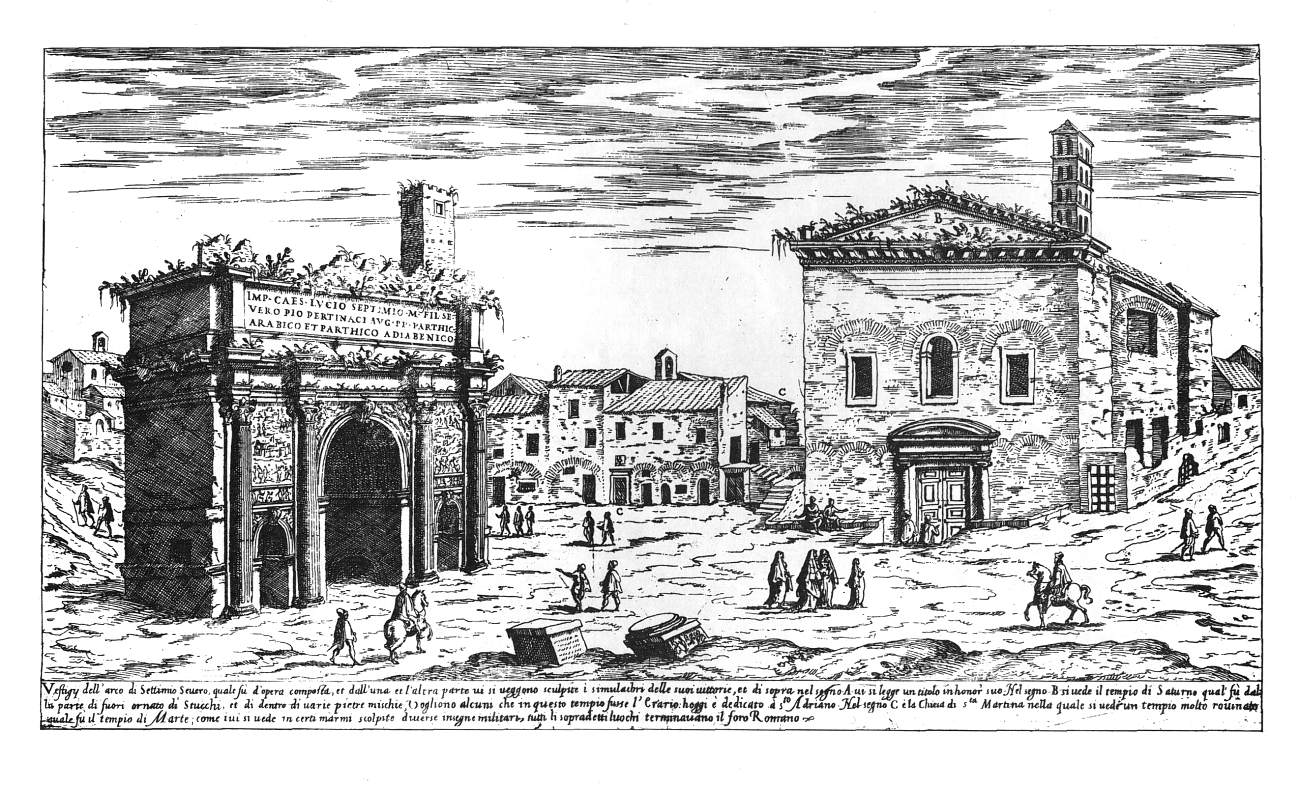
Vy från Forum Romanum: Septimius Severus-bågen med sitt medeltida försvarstorn och kyrkan Sant'Adriano al Foro med kampanil. Gravyr av Étienne du Pérac från 1575.

Martino Longhi den yngre, född 18 mars 1602 i Rom, död 15 december 1660 i Viggiù, Lombardiet, var en italiensk arkitekt under den romerska högbarocken. Han var son till Onorio Longhi och sonson till Martino Longhi den äldre.

## Biografi
Martino Longhi den yngre har ritat ett flertal byggnader i Rom. I mitten av 1630-talet ritade han den ornamenterade fasaden till kyrkan Sant'Antonio dei Portoghesi. En av Longhis mer karakteristiska kyrkofasader är den som tillhör Santi Vincenzo e Anastasio (1646–1650) vid Fontana di Trevi. Det ovanligt stora antalet kolonner förlänar fasaden en tydlig vertikal verkan.
År 1584 övertogs kyrkan San Giovanni Calibita på Tiberön och det intilliggande klostret av den katolska orden Congregazione di San Giovanni di Dio, allmänt benämnd ”Fatebenefratelli”. År 1640 ämnade man bygga om kyrkan och uppdrog åt några arkitekter att lämna in ritningar på en ny fasad. Longhi föreslog 1644 en kurvlinjig fasad, men förslaget antogs inte.
Fasaden till San Girolamo della Carità, alldeles nära Birgittahuset, har tidigare attribuerats åt Martino Longhi den yngre, men det är numera säkerställt att den är ett verk av Carlo Rainaldi.
I det amerikanska prästseminariets kyrka, Santa Maria dell'Umiltà, har Longhi ritat högaltaret.

## Sant'Adriano
Under mitten av 1650-talet byggde Longhi om kyrkan Sant'Adriano al Foro, även benämnd Sant'Adriano in Tribus Foris. Kyrkan var invigd åt Hadrianus av Nicomedia och var inhyst i Curia Iulia vid Forum Romanum. Curian hade under påve Honorius I:s (625–638) pontifikat konsekrerats och inretts som kristen kyrka. Longhi gav den medeltida interiören en barockdräkt med bland annat kolossalpilastrar. Kyrkan Sant'Adriano revs i början av 1930-talet och Curia Iulia återställdes till sitt ursprungliga skick.

## Fotografier

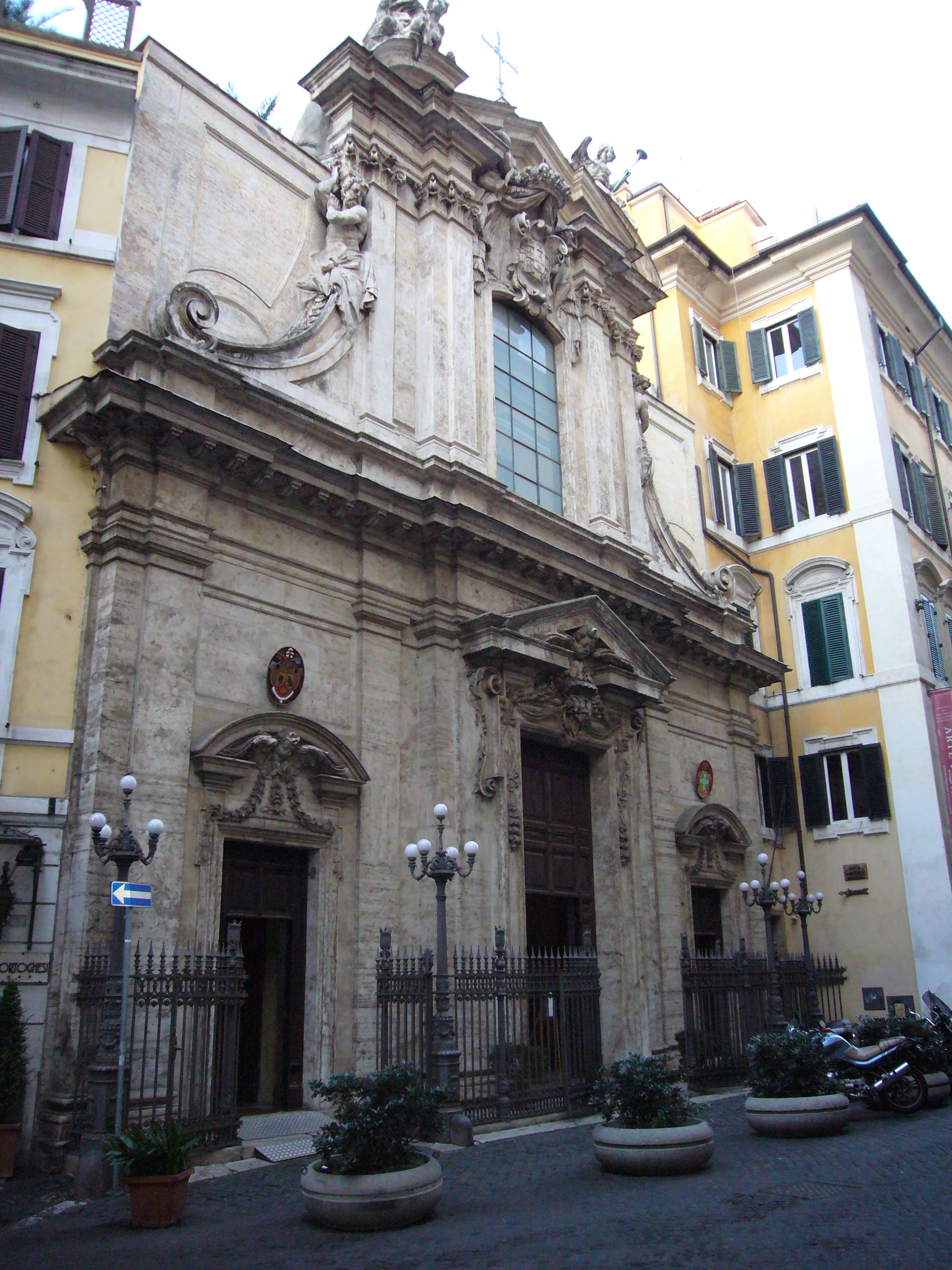
Sant'Antonio dei Portoghesi.
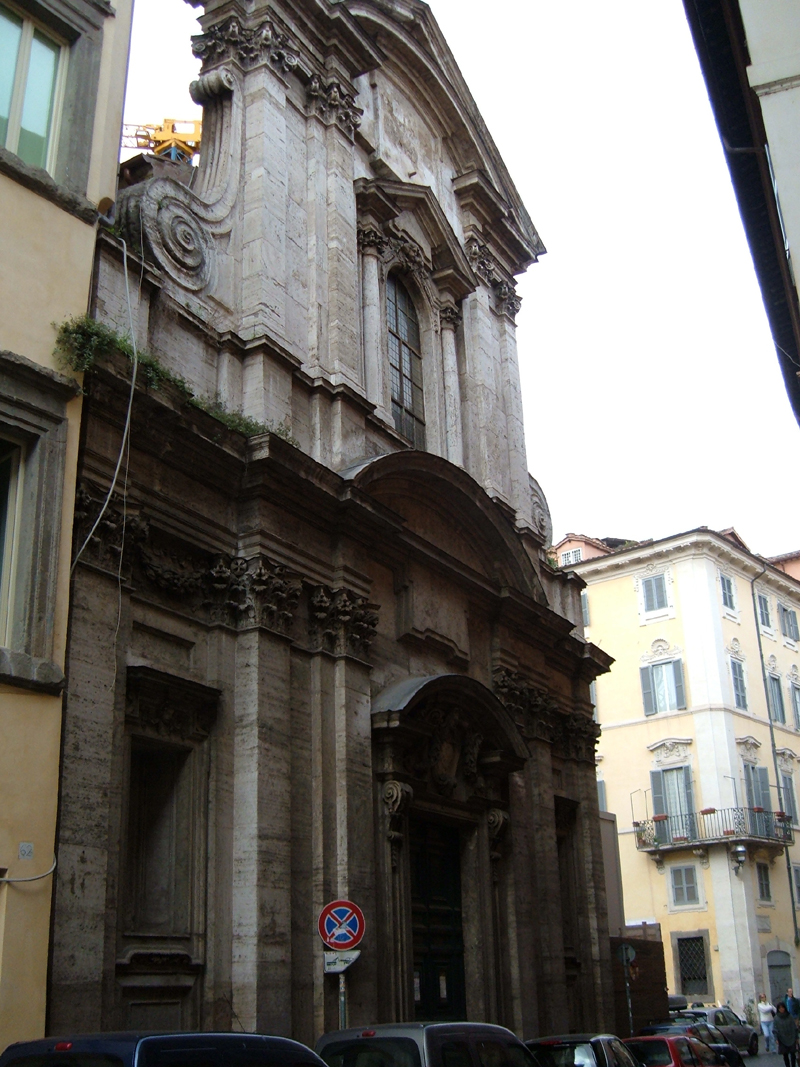
San Girolamo della Carità.